# چشم‌سفید گری
چشم‌سفید گری (نام علمی: Zosterops grayi) نام یک گونه از سرده چشم‌سفید است.